# John F. Kennedy Jr.
John Fitzgerald Kennedy Jr. (ur. 25 listopada 1960 w Waszyngtonie, zm. 16 lipca 1999 na Atlantyku w pobliżu Martha’s Vineyard, często nazywany John F. Kennedy Jr., JFK Jr., John Jr., John Kennedy lub John-John) – amerykański prawnik i dziennikarz.

## Życiorys

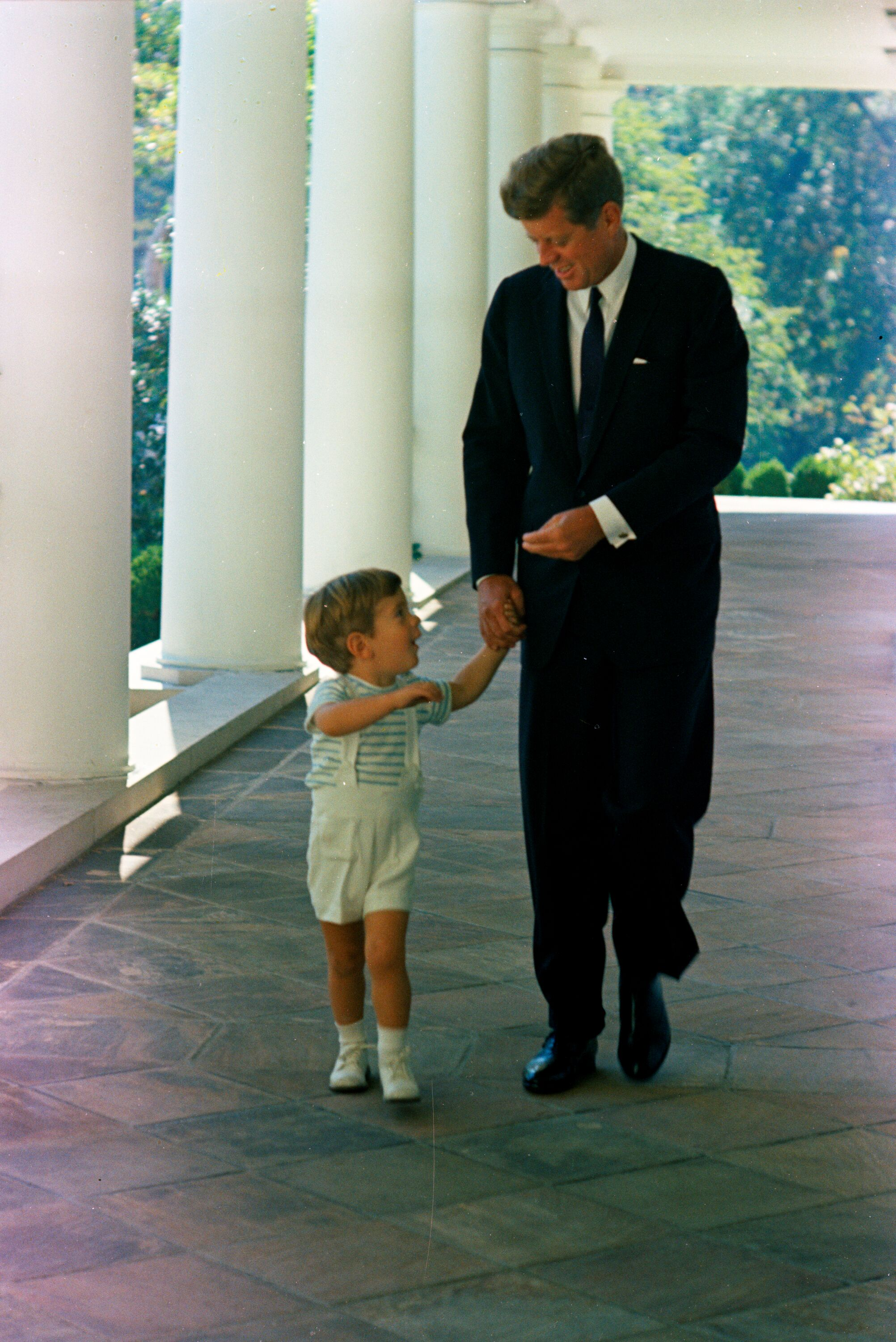
Kennedy Jr. wraz z ojcem w Białym Domu (1963)

Był trzecim dzieckiem prezydenta Johna F. Kennedy’ego i jego żony, Jacqueline z d. Bouvier, bratankiem Teda Kennedy’ego i zastrzelonego Roberta Kennedy’ego. Miał starszą siostrę, Caroline Kennedy. Prasa pisała o nim „John-John”, znany był także jako „Syn Ameryki”, ponieważ jako jeden z niewielu dzieci prezydenckich był wychowywany w Białym Domu.
W dniu jego trzecich urodzin odbył się uroczysty pogrzeb Johna F. Kennedy’ego. Zdjęcie autorstwa Stana Stearnsa, które wówczas obiegło cały świat, przedstawia malca w chwili, gdy wystąpił naprzód, salutując okrytej gwiaździstym sztandarem trumnie opuszczającej katedrę św. Mateusza w Waszyngtonie. 19 maja 1994 Kennedy jr. uczestniczył w pogrzebie matki, a następnie odwiedził groby ojca i stryja, Bobby’ego.
Uczył się w szkole podstawowej św. Dawida i Collegiate School, w 1979 ukończył naukę w Phillips Academy, w 1983 uzyskał dyplom magistra historii na Uniwersytecie Browna, a w 1986 rozpoczął studia na Wydziale Prawa New York University School of Law. W trakcie studiów odbył staż w Center for Democratic Policy w Waszyngtonie, był członkiem Korpusu Pokoju w Gwatemali, a także zagrał w kilku spektaklach studenckich oraz w sztuce Winners wystawianej na Manhattanie. W 1986 rozpoczął pracę w Biurze Rozwoju Gospodarczego w Nowym Jorku. W 1988 wygłosił przemówienie na Konwencji Partii Demokratycznej oraz udzielił wywiadu Connie’emu Chungowi z BBC. W sierpniu 1989 został zaprzysiężony jako pomocnik prokuratora rejonowego Manhattanu i przepracował na tym stanowisku trzy lata.
W 1988 został okrzyknięty przez magazyn „People" najseksowniejszym mężczyzną na świecie. Był związany także m.in. z prawniczką Sally Munro, modelką Ashley Richardson i aktorką Sarą Jessicą Parker oraz przez pięć lat pozostawał w nieformalnym związku z aktorką Daryl Hannah. 21 września 1996 ożenił się z Carolyn Jeanne Bessette, najmłodszą córką Williama Bessette'a i Anny Messiny Freeman.
Zginął 16 lipca 1999 w wypadku pilotowanego przez niego samolotu (Piper PA-32R Saratoga) niedaleko wybrzeża atlantyckiej wyspy Martha’s Vineyard. W katastrofie razem z nim zginęły jego żona oraz szwagierka, Lauren Bessette. Ekipy poszukiwawcze zlokalizowały wrak samolotu po 15 godzinach, a zwłoki wydobyto po południu 21 lipca. Tego samego wieczora dokonano autopsji, która wykazała, że przyczyną śmierci całej trójki był wstrząs wywołany uderzeniem samolotu o wodę. Zaraz potem zwłoki zostały skremowane, a następnego dnia rano prochy rozsypano nad oceanem na wysokości Martha’s Vineyard.